# Xã Smithfield, Quận DeKalb, Indiana
Xã Smithfield (tiếng Anh: Smithfield Township) là một xã thuộc quận DeKalb, tiểu bang Indiana, Hoa Kỳ. Năm 2010, dân số của xã này là 1.613 người.